# Parce
Parce è un singolo del cantante colombiano Maluma, pubblicato il 20 agosto 2020 come terzo estratto dal quinto album in studio Papi Juancho.

## Descrizione
Nona traccia dell'album, Parce, che vede la partecipazione del cantante portoricano Lenny Tavárez e del cantante statunitense Justin Quiles, è un brano R&B.

## Video musicale
Il video musicale è stato reso disponibile il 21 agosto 2020.

## Tracce
Testi e musiche di Juan Luis Londoño Arias, Andrés Uribe, Bryan Snaider Lezcano, Cristian Andrés Salazar, Julio Manuel González Tavarez, Justin Rafael Quiles Rivera e Kevin Mauricio Jiménez.
1. Parce (feat. Lenny Tavárez & Justin Quiles) – 4:08

## Formazione
Musicisti
- Maluma – voce
- Lenny Tavárez – voce aggiuntiva
- Justin Quiles – voce aggiuntiva

Produzione
- Ily Wonder – produzione
- The Rude Boyz – produzione
- Colin Leonard – mastering
- Bryan Lezcano – missaggio, registrazione
- Felipe Ramírez "Mavig" – missaggio
- Kevin Jiménez – missaggio, registrazione

## Classifiche
| Classifica (2020) | Posizione massima |
| ----------------- | ----------------- |
| Argentina         | 11                |
| Colombia          | 5                 |
| Costa Rica        | 10                |
| Messico           | 6                 |
| Perù              | 6                 |
| Spagna            | 32                |